# Kolvring

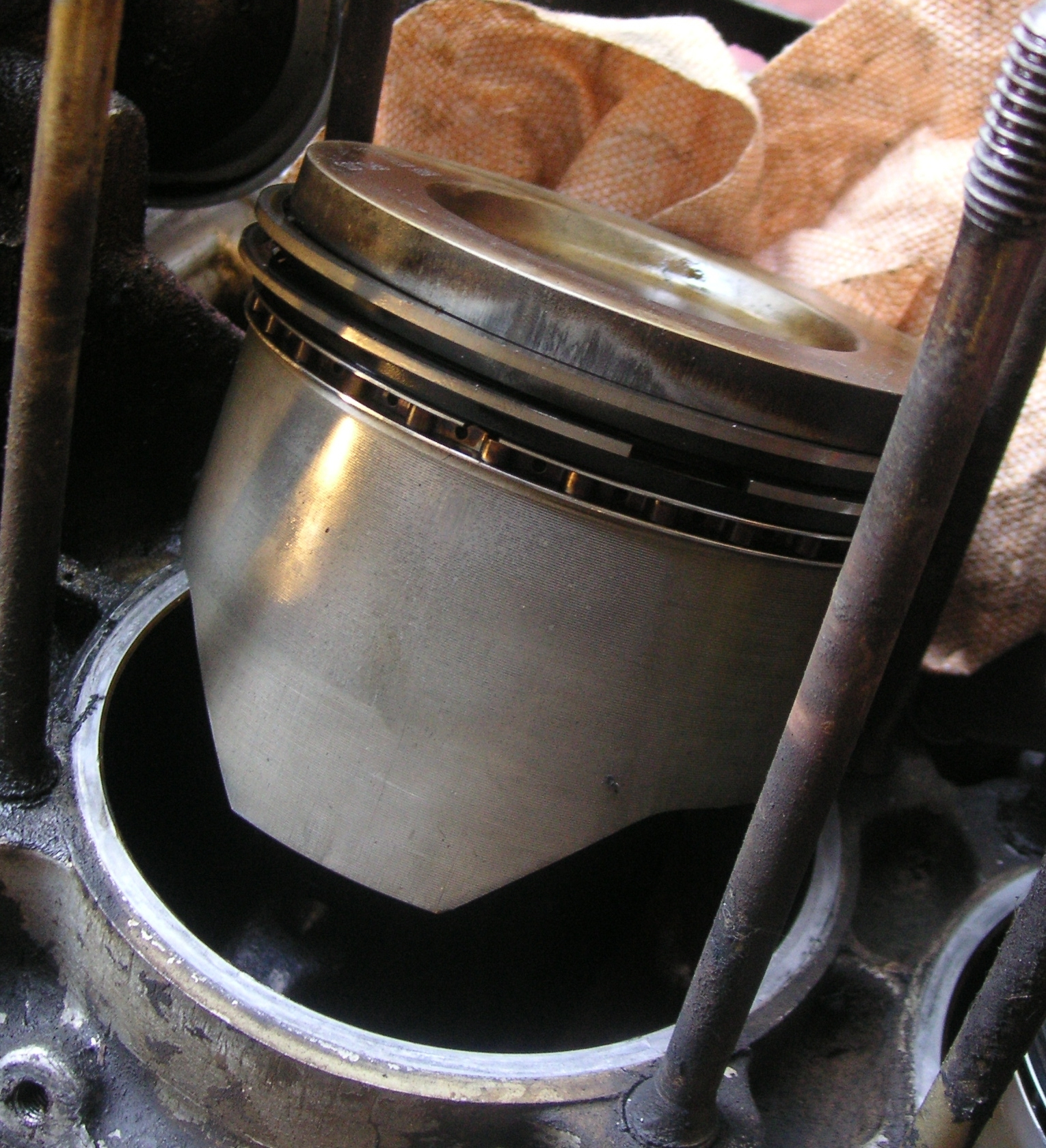
Kolvringar. De två översta ringarna är gastätande ringar, och den understa en oljeskrapring.

Kolvring, äldre benämning kannring, är en ringformad tätning mellan kolv och cylindervägg i en förbränningsmotor. Kolvringar kan efter sin funktion indelas i gastätande ringar och oljeskrapringar. Kolvringarna hjälper även till att leda värme från kolven till cylinderväggen. Med tiden slits kolvringarna, och därför brukar de alltid bytas vid renovering av motorn.